# Liste von Klöstern (chronologisch)
Folgende Liste der Klöster stellt einen Beitrag zur Klostergeschichte dar und ist in der Entstehungsphase. Daher bittet der Ersteller um Mithilfe nach vorgegebenem Schema (Datum, Kloster/Abtei, in Klammern: Orden, Region/Land, Gründer, weiteres Schicksal):

## Christliche Klöster

### 4. Jahrhundert
- Einsiedlerkolonien in Ägypten und Palästina, z. B.
  - um 305 Ägyptische Wüste (Einsiedlergemeinschaften, Gründer: Antonius der Große)
  - um 320 Tabennisi bei Dendera/Theben (Einsiedlergemeinschaft, Gründer: Pachomios, Keimzelle des ersten christlichen Klosters, bis zum Tod das Pachomios 9 Männerklöster und 2 Frauenklöster als Tochtergründungen bzw. Anschlüsse)
  - um 329 Stavrovouni-Kloster bei Larnaka (Gründer: Helena, Mutter des römischen Kaisers Konstantin)
  - 329 Hilarion-Kloster in Gaza (Einsiedlergemeinschaft, Gründer: Hilarion, unter Julian zerstört)
  - um 330 Kloster Pharan Laura (Einsiedlergemeinschaft, griechisch-orthodox, Gründer: Chariton der Bekenner, 614 zerstört)
  - um 340 Kloster Duka bei Jericho (Einsiedlergemeinschaft, griechisch-orthodox, Gründer: Chariton der Bekenner, 614 zerstört, seit 1875/95 griechisch-orthodoxes Kloster Sarandarion)
  - zwischen 340 und 350 Kloster Sukka (Palaia Laura = Alte Laura) bei Khirbet et-Teqūʿ in der Nähe von Bethlehem (Einsiedlergemeinschaft, griechisch-orthodox, Gründer: Chariton der Bekenner, 614 zerstört)
- um 352 Pontus am Iris (Gründerin: Makrina die Jüngere, eines der ersten Frauenklöster Kleinasiens)
- 356 Antonius-Kloster (Deir Mar Antonios) (koptisch, Ende des 15. Jh. zerstört, Mitte des 16. Jh. wiedererrichtet)
- 361 Abtei Saint-Martin de Ligugé (Region Centre-Val de Loire/Frankreich, Gründer: Martin von Tours; zerstört in der Französischen Revolution, wiedererrichtet)
- 363 Mor-Mattai-Kloster in der Nähe von Mosul im Norden des Irak (Syrisch Orthodox, Gründer: Mattai, häufig geplündert)
- 372 Kloster Marmoutier (Region Centre-Val de Loire/Frankreich, Gründer: Martin von Tours)
- um 390 St.-Pischoi-Kloster (Deir Anba Bischoi) im Wadi Natrun/Ägypten (koptisch, im 5. und 9. Jh. zerstört, wiedererrichtet)
- 397 Kloster Mor Gabriel (Region Südostanatolien/Türkei, Gründer: Samuel, Simon)
- 4. Jh. St.-Makarios-Kloster (Deir Anba Maqar) im Wadi Natrun/Ägypten (koptisch, 551 Sitz des koptischen Patriarchen von Antiochia, im 5. und 9. Jh. zerstört, wiedererrichtet)
- 4. Jh. Boromäos-Kloster (Deir el-Baramus) im Wadi Natrun/Ägypten (koptisch, Gründer: angeblich Maximus und Domitius, im 5. Jh. und 817 zerstört, wiedererrichtet)

siehe: Kategorie:Kloster (4. Jahrhundert)

### 5. Jahrhundert
- um 400/410: Abtei Lérins auf einer kleinen Insel vor Cannes, Gründer: Honoratus von Arles, 732 zerstört, wiedererrichtet; 1047 überfallen; 1400 geplündert; 1635 erobert, 1637 zurückerobert; 1787 aufgelöst; Neugründung 1859, seit 1869 Zisterzienserkloster
- Einsiedlergemeinschaften und koinobitische Mönchsgemeinschaften in Palästina, aus denen byzantinische Klöster entstanden z. B.
  - 411 Theoktistos-Kloster (entstanden aus einer Laura) im Wadi Dabor (Einsiedlergemeinschaft, Koinobium, Gründer: Euthymios der Große und Abt Theoktistos)
  - um 415 Laura in Marda am Toten Meer (Gründer: Euthymios der Große)
  - um 420/28 Euthymiuskloster (entstanden aus einer Laura) Chirbet Chan el-Ahmar östlich von Jerusalem (Gründer: Euthymios der Große, 809 geplündert, wiedererrichtet, um 1250 verlassen)
  - 439: Mar Saba (griechisch-orthodox, nahe Bethlehem/Palästina, Gründer: Sabas, 796 geplündert, wiedererrichtet)
  - Deir Qalʿa
- um 420: Abtei von Saint-Claude (Benediktiner, Bourgogne-Franche-Comté/Frankreich, Gründer: Romanus von Condat)
- um 440 Weißes Kloster (Deir el-Abyad) in Sohag (koptisch)
- vor 454: Studionkloster (orthodox, Marmararegion/Türkei, Gründer: Konsul Studios, 1204 zerstört, 1293 wieder aufgebaut, 1555 aufgelöst, später in Moschee umgewandelt)
- Ardpatrick (Grafschaft Limerick/Irland, Gründer: Patrick)
- Kloster Romainmôtier (Benediktiner, Kanton Waadt/Schweiz, Gründer: Romanus von Condat)
- Saint-Martin de Tours (Region Centre-Val de Loire/Frankreich, im 18. Jahrhundert verfallen)
- Kloster St. Georg (Wadi Qelt) im Westjordanland, gegründet 480
- Abtei von Landévennec, Frankreich/Bretagne, irische Gründung 485, ab 818 Benediktiner, während der Französischen Revolution zerstört, in unmittelbarer Nachbarschaft der alten zerstörten Klosteranlage erfolgte in den 1950er Jahren eine Klosterneugründung durch Benediktiner
- Ende 5. Jahrhundert: Deir Seman. Drei Klöster im Wallfahrtsort unterhalb Qalʿat Simʿan in Syrien. Syrisch-orthodox
- um 490: Qalʿat Simʿan, Simeonskloster. Syrien, syrisch-orthodox, um die Säule des Symeon Stylites herum gebaut, Stifter: Kaiser Zenon, 986 zerstört
- 493 Ananiaskloster Mardin (Deir Za'faran) (für Jahrhunderte auch Sitz des Patriarchen der Syrisch-Orthodoxen Kirche)
- 5. Jh. Kloster Mar Elian, (syrisch-katholisch, Syrien, Region Homs, Gründer: unbekannt, im 18. Jh. aufgegeben, 2007 neu gegründet, im Juni 2015 vom IS zerstört)
- wohl 5. Jh. Paulus-Kloster (koptisch)
- wohl 5. Jh. Kloster Sumela (griechisch-orthodox, 1923 aufgegeben)

siehe: Kategorie:Kloster (5. Jahrhundert)

### 6. Jahrhundert
- 515 Abtei Saint-Maurice, Wallis/Schweiz (Gründer: Sigismund)
- um 520 Kloster Clonard (Grafschaft Meath/Irland, Gründer: Finnian)
- vor 521 Kloster Monasterboice (Grafschaft Louth/Irland, Gründer: Buite, 1097 zerstört)
- 529 Kloster Monte Cassino, (Benediktiner, Region Latium/Italien, Gründer: Benedikt von Nursia, 577 zerstört, 717 wieder aufgebaut, 883 zerstört, 10. Jahrhundert wieder aufgebaut, 1349 zerstört, 14. Jahrhundert wieder aufgebaut, 1944 zerstört, 20. Jahrhundert wieder aufgebaut)
- nach 540 Kloster Vivarium, Italien (Gründer: Cassiodorus)
- 548 Kloster Clonmacnoise, Irland (Gründer: Ciarán)
- 558 Kloster Bangor, Irland, Provinz Ulster (Gründer: Columban von Luxeuil)
- 558 Kloster Sainte-Marie-hors-les-Murs, die spätere Abtei Ste-Croix (Poitiers) in Frankreich, Gründerin: Radegundis; erstes Frauenkloster Europas
- um 560 Kloster Aghaboe, Irland, gegründet von Cainnech, wurde im 13. Jahrhundert augustinisch, 1382 ein Priorat der Dominikaner und 1540 aufgehoben
- 563 Kloster Iona, Schottland (Gründer: Kolumban der Ältere)
- zwischen 548 und 565 Katharinenkloster auf der Sinai-Halbinsel (griechisch-orthodox, Stifter: Kaiser Justinian I.)
- Vor 586 gegründetes Kloster des heiligen Moses von Abessinien in Syrien. Nach etwa 300-jährigem Leerstand 1986 als Dair Mar Musa al-Habaschi mit syrisch-katholischem Bekenntnis wiederbelebt.
- 588 Kloster Skellig Michael, Irland
- 589 Kloster beim Lateran, Italien (Benediktiner)
- 590 Kloster Luxeuil, Burgund (Gründer: Columban von Luxeuil)
- 590 Kloster Marmoutier (Elsass)
- 597 oder kurz danach Abtei St. Augustinus in Canterbury (Benediktiner)
- Ende 6. Jahrhundert:
  - Kloster Fahan, Irland
  - Kloster Glendalough, Irland (Gründer: Kevin)
- 6. Jh. Kloster der Syrer (Deir es-Suryan) im Wadi Natrun (syrisch-orthodox, im 9. Jahrhundert zerstört, wiedererrichtet, seit dem 16./17. Jahrhundert koptisch)
- 6. Jh. Reichsabtei St. Maximin in Trier (Benediktiner, Bundesland Rheinland-Pfalz/Deutschland, Gründer: nach der Legende schon Maximin von Trier im 4. Jh.)
- 6. Jh. Kloster Molana, Irland (Gründer: Molanfide; wurde im 12. Jahrhundert augustinisch; 1541 aufgehoben)
- 6. Jh. Kloster des Symeon Stylites des Jüngeren, Südtürkei bei Antiochia am Orontes, um die Säule des Säulenheiligen gebaut
- wohl seit dem 6.–8. Jh. Eremitage in Bretzenheim, bis zum 5. Jahrhundert römisches Mithräum, bedeutendstes Felsenkloster nördlich der Alpen, erstmals im Jahre 1043 urkundlich erwähnt, 1827 starb der letzte Eremit

siehe: Kategorie:Kloster (6. Jahrhundert)

### 7. Jahrhundert
- 603 Kloster Schuttern (Benediktiner, Baden-Württemberg, Gründer: Offo, Reichskloster, 1806 säkularisiert)
- 610 Kloster Bregenz (Gründer: Columban von Luxeuil und Gallus)
- 612 Kloster St. Gallen, Schweiz (Gründer: Gallus)
- 614 Kloster Bobbio, Italien (Gründer: Columban von Luxeuil)
- um 620 Kloster Weltenburg (Benediktiner, Bayern, Gründer: iroschottische Mönche, 1803 säkularisiert, 1842 wiederbesiedelt)
- 634 Abtei Tholey (Benediktiner, Saarland, Gründer: Adalgisel Grimo, 1793 aufgehoben, 1949 wiedererrichtet)
- 635 angelsächsisches Kloster Lindisfarne (England)
- 640 Abtei Fleury (Benediktiner, Frankreich, 1791 zerstört, 1865 Wiederaufbau, 1903 säkularisiert, 1944 wiedererrichtet)
- 640 Rabban Hormizd Kloster in Alqosh im Norden des Irak (Assyrische Kirche des Ostens, später Chaldäisch (Chaldäisch-Katholisch), Gründer: Hormizd, Neugründung 1808; 1859 durch ein neues Kloster – Notre Dame des Semences – ersetzt)
- um 650 Kloster Stablo/Stavelot und Kloster Malmedy/Malmody (Benediktiner, Belgien, Gründer: Remaclus, 1796 aufgehoben)
- um 650 Kloster St. Bartholomäus ten Eeckhoute (= „im Eichenwald“) bei Brügge (Augustiner, nach Zerstörung durch die Normannen 1050 wieder aufgebaut, 1578 zerstört, 1584 wieder aufgebaut, 1798 abgerissen, Gründer: Trudo)
- 667 Abtei Saint-Vaast (Benediktiner)
- 680 Priorat St. Maria (ab dem 10. Jahrhundert Benediktiner, England, 1540 aufgehoben)
- 691–694 (oder 734): Abtei Altmünster (Mainz) (Benediktinerinnen, ab 1243 Zisterzienserinnen, Stifterin: Bilhildis, 1781 aufgehoben)
- 696 Stift Sankt Peter (Benediktiner, Salzburg, Gründer: Rupert von Salzburg, Erzabtei, ältestes bestehendes Kloster im deutschsprachigen Raum)
- 698 Abtei Echternach (Stifterin: Irmina von Oeren, Gründer: Willibrord)

siehe: Kategorie:Kloster (7. Jahrhundert)

### 8. Jahrhundert
- Anfang des 8. Jh. Kloster Disibodenberg, entstanden aus einer Einsiedler-Klause des Hl. Disibod (7. Jh.), 882 durch Normannen und in der 1. Hälfte des 10. Jahrhunderts durch Ungarn zerstört, um 970 aufgelöst, um 1000 wiedererrichtet als Kanonikerstift (Gründer: Erzbischof Willigis, ab 1108 Benediktiner der Abtei St. Jakob in Mainz durch Erzbischof Ruthard angesiedelt, angeschlossene Frauenklause (Jutta von Sponheim, Hildegard von Bingen), 13. Jh. Zisterzienser, 1559 Auflösung)
- 711/712 Stift Nonnberg (Benediktinerinnen, Salzburg, Gründer: Rupert von Salzburg, Erin-Kloster, weltweit ältestes christliches Frauenkloster mit ununterbrochener Tradition)
- 719 Fürstabtei St. Gallen (Benediktiner, Schweiz, aufgehoben 1805)
- um 720 Reichskloster Disentis (Benediktiner, Gründer: unbekannt, Schweiz, 940 durch Sarazenen zerstört, 1799 von Franzosen geplündert und niedergebrannt, 1846 erneuter Brand, seither unter Aufsicht des Kantons mit anschließender Erneuerung)
- 721 Abtei Prüm (bereits 721 von Bertrada der Älteren und Charibert von Mürlenbach gestiftet, 762 von König Pippin und seiner Frau Bertrada der Jüngeren gegründet, 1576 Verbindung mit dem Erzbistum Trier, 1794 Säkularisation, heute Regino-Gymnasium)
- 724 Fritzlar (Benediktiner, Gründer: Bonifatius, 1015 in Chorherrenstift umgewandelt, 1803 aufgehoben)
- 724 Kloster Reichenau (Benediktiner, Baden-Württemberg, Deutschland, Gründer: Pirmin, 1803 aufgehoben, 2001 Wiederansiedlung von Benediktinermönchen, 2004 Gründung der „Cella St. Benedikt“ durch die Erzabtei Beuron)
- um 725 Kloster Freising (Gründer: Korbinian, Säkularisation 1802/03)
- um 725 Kloster Benediktbeuern (Benediktiner, Gründer: Bonifatius, Säkularisation 1802/03, seit 1930 Salesianer Don Boscos)
- 726 Kloster Novalesa (Italien, Gründer: Abbo von der Provence, Anfang des 13. Jahrhunderts abhängig)
- um 727 Kloster Gengenbach (Benediktiner, Gründer: Bischof Pirmin, Ruthard, 1803/1807 säkularisiert)
- 731 Kloster Niederaltaich (Benediktiner, Bayern, Gründer: Herzog Odilo von Bayern)
- um 731 Kloster Chammünster (Benediktiner, Bayern, Gründer: Herzog Odilo von Bayern, ?)
- um 734 Kloster Amorbach (Benediktiner, 1803 säkularisiert)
- 738 Benediktinerabtei Neustadt am Main (Benediktiner, Königskloster ab 772, Gründer: Karl Martell und Burkard, 1803 säkularisiert, 1857 abgebrannt)
- vor 739 Kloster Sankt Emmeram (Benediktiner, 1295 reichsunmittelbar, 1803 säkularisiert)
- 744 Kloster Fulda (Benediktiner, Gründer: Bonifatius)
- 748 Benediktinerinnenkloster Kitzingen (Benediktinerinnen, Bayern, Ersterwähnung 748, Übergang an Bamberg 1007, 1544 Enteignung und Umwandlung in adeliges Damenstift)
- 748 Kloster Mondsee (Benediktiner, Oberösterreich, Gründer Baiern Herzog Odilo)
- 748/749 Kloster Arnulfsau (Gründer: Ruthard, nach 825 aufgegeben und verlegt nach Schwarzach)
- vor 760 Kloster Altomünster (Benediktiner, Bayern, Gründer: Alto, 1047–1485 Benediktinerinnen, 1803 säkularisiert, 1842 Birgitten)
- 762 Kloster Schäftlarn (Benediktiner, Gründer: Waltrich, 1803 säkularisiert, 1866 wiedererrichtet, bestehend)
- vor 763 Kloster Scharnitz (Benediktiner, Bayern, Gründer: Huosi-Adelige Reginperht und Irminfried, 769/772 Übersiedlung nach Kloster Schlehdorf)
- 762/63 Frauenkloster Münsterschwarzach (Orden unklar, 762/763 als „Casa sanctae Mariae“ genannt, 877 aufgelöst, Übergang an Kloster Megingaudshausen in Münsterschwarzach)
- um 764 Kloster Lorsch (Benediktiner, Gründer: Williswinda und ihr Sohn Gaugraf Cancor, 1232 dem Erzstift Mainz einverleibt)
- 764 Kloster Ottobeuren (Benediktiner, Gründer: Silach)
- vor 766 Kloster Tegernsee, Gründer: Huosi-Adelige Oatkar und Adalbert
- 766 Kloster Metten (Benediktiner, Bayern, Gründer: Gamelbert und Herzog Tassilo III., 1803 säkularisiert, 1830 wiedererrichtet)
- 769 Abtei Hersfeld (Benediktiner, Deutschland, Gründer: Lullus, 1606 aufgelöst)
- 769 Stift Innichen (Benediktiner, Südtirol, Gründer: Herzog Tassilo III., ab 1141)
- 777 Kloster Kremsmünster (Benediktiner, Oberösterreich, Gründer: Herzog Tassilo III.)
- um 778 Kloster Rheinau (Benediktiner, Schweiz, urkundlich erwähnt ab 844, Gründer: unbekannt, aufgehoben 1798, 1803 wiederhergestellt, 1862 säkularisiert)
- 785 oder 793 Kloster Marsberg (Benediktiner, 826 dem Kloster Corvey inkorporiert, seitdem Propstei, 1803 aufgehoben)
- vor 788 Kloster Münchsmünster (Benediktiner, Bayern, Gründer: Herzog Tassilo III., 1556: erloschen, 1598: Jesuiten, 1782: Malteser, 1815: abgebrochen)
- vor 788 Kloster Thierhaupten (Benediktiner, Bayern, Gründer: Herzog Tassilo III. 1803 säkularisiert)
- vor 788 Abtei Münsterschwarzach (Nonnenkloster, ab 9. Jh. Benediktiner, 1803 säkularisiert, 1913 wiederbesiedelt, 1941 enteignet, 1945 wiedereröffnet)
- 799 Reichsabtei Werden (Benediktiner, NRW, Gründer: Liudger, 1802/03 säkularisiert)
- vor 800 Kloster St. Ludgeri (Helmstedt), (Benediktiner, Niedersachsen, Gründer: Liudger, 1802 säkularisiert)
- wohl 826 Kloster Schwarzach (Benediktiner, ursprünglich in Arnulfsau, 1802/03 säkularisiert)

siehe: Kategorie:Kloster (8. Jahrhundert)

### 9. Jahrhundert
- 815 / 822 Kloster Corvey (an der Weser) durch Ludwig den Frommen, 1803 säkularisiert)
- 815 Reichsabtei Kornelimünster (Benediktiner, Gründer: Ludwig der Fromme, reichsunmittelbar, 1802 Aufhebung, 1906 Neugründung)
- 816 Kloster Megingaudshausen (Benediktiner, Ersterwähnung 816, 877 Umzug in die aufgelösten Räumlichkeiten des Frauenklosters Münsterschwarzach, Umwandlung in Abtei Münsterschwarzach)
- vielleicht um 820 Kloster Obernkirchen (Benediktinerinnen, vielleicht 936 durch Ungarn zerstört, 1167 wieder urkundlich erwähnt, 1566 Umwandlung in ein evangelisches Damenstift)
- 832 Redon durch Conwoïon an der bretonischen Mark
- 847 Kloster Lamspringe (Frauenkloster, Gründungsjahr laut Sage, Ersterwähnung 872, Benediktinerinnen, 1568 bis 1643 evangelisches Damenstift, danach Benediktinermönche, 1803 säkularisiert)
- 852 Kloster Gandersheim (Frauenstift und Reichsabtei, ab 1568 evangelisch, 1810 aufgelöst)
- um 860 Stift Herzebrock (durch eine Walburga aus der Familie der Ekbertiner, von 1208 bis zur Säkularisation 1803 Benediktinerinnen)
- um 870 Stift Meschede (Damenstift, seit 1310 Kanonikerstift, 1805 aufgehoben)
- 896 Kloster Möllenbeck (Benediktinerinnen, Stifter: Arnulf von Kärnten, 1441 Umwandlung in ein Augustiner-Kloster, 1559 Umwandlung in ein evangelisches Kanonikatstift, 1621 der neugegründeten Universität Rinteln zugeschlagen)
- vor 900 Labbamolaga (Irland, im 16. Jahrhundert bereits zerstört gewesen)
- vor 900 Kloster Altmünster (Benediktiner, Österreich, Stifter: unbekannt, 950 zerstört
- vor 900 Bar-Sauma Kloster Malatya (im 13. Jahrhundert mehrfach zerstört, Ende des 17. Jahrhunderts aufgegeben)

siehe: Kategorie:Kloster (9. Jahrhundert)

### 10. Jahrhundert
- 910 Abtei Cluny, Cluny, Saône-et-Loire, Frankreich; Benediktiner
- 934 Kloster Ebersberg (Augustiner-Chorherren ab 1013: Benediktiner, Bayern, Gründer: Grafen Eberhard und Adalpero von Sempt, 1595: Jesuiten, 1773: Malteser, 1808: säkularisiert)
- 934 Kloster Einsiedeln (Benediktiner, Schweiz, Gründer Dompropst Eberhard von Strassburg)
- 940 Marienkloster (Gandersheim) (Benediktinerkloster, 1568 bei Einführung der Reformation aufgelöst)
- 941 Kloster Ringelheim (Kanonissenstift, 1153 in ein Benediktinerkloster umgewandelt, 1803 säkularisiert)
- vor 946 Kloster Rila (orthodox, Bulgarien, Stifter: Mönch Ivan Rilski)
- 946 Stift Geseke (Damenstift, 1823 aufgehoben)
- 955 Stift Fischbeck (Kanonissenstift, Bundesland Niedersachsen/Deutschland, Gründerin: Helmburgis, 1260 Umwandlung in ein Augustinerinnenkloster, 1559 Umwandlung in ein evangelisches Damenstift)
- 956 St. Michaelis (Lüneburg) (Benediktiner)
- 963 Kloster Megisti Lavra (Große Laura) (Griechisch-orthodox, Gründer: Athanassios Athonitis)
- um 966 Kloster Berge (Benediktiner, seit 1565 evangelisch, Klosterschule, 1805/13 aufgegeben)
- 966 Abbaye du Mont-Saint-Michel (Abtei)  (Benediktiner, Département Manche, Frankreich)
- 967 Stift und Abtei Elten (freiweltliches Damenstift, Gründer: Graf Wichmann von Gent, 1129 reichsunmittelbar, 1802 säkularisiert)
- 969 Kloster Sankt Stephan Augsburg, Augsburg, durch Ulrich von Augsburg, 1803 säkularisiert.
- 973 St. Georg (Benediktinerinnen, Gründerin: Mlada von Böhmen) (das älteste Kloster in Böhmen)
- 976 Kloster Bergen (Benediktinerinnen, Bayern, Gründerin: Biletrud, 1552 eingezogen, nach Rekatholisierung: Jesuiten, die es allerdings abbrachen)
- vor 983 Reichsabtei Petershausen (Benediktiner, Gründer: Bischof Gebhard II., 1802 säkularisiert)
- 983 Sacra di San Michele (Benediktiner, Italien, Gründer: Graf Hugo von Montboissier, bis 1622, heute: Rosminianer)
- 986 Kloster St. Johannes Walsrode (Kanonissenstift, Stifter: Graf Walo, im 13. Jahrhundert in ein Benediktinerinnenkloster umgewandelt, 1570/1699 Umwandlung in ein evangelisches Damenstift)
- 993 Prag Brevnov (das älteste Männerkloster in Böhmen), Gründer: Hl. Vojtech und Fürst Boleslav II., Benediktiner
- 993 Kloster St. Marien Minden (Benediktinerinnen, Gründer: Bischof Milo, ursprünglich auf dem Wittekindsberg an der Porta, um 1000 von Bischof Ramward nach Minden verlegt, 1421 Umwandlung in ein Damenstift, seit der Reformation evangelisch, 1810 aufgehoben)
- 997 Kloster Helmarshausen (Benediktiner, 1538 aufgelöst)
- 999 Kloster Ostrov (Benediktiner, 1517 aufgehoben)

siehe: Kategorie:Kloster (10. Jahrhundert)

### 11. Jahrhundert
- um 1000 Stift Steterburg (Kanonissenstift, später Augustinerinnen, Stifterin: Frederunda von Ölsburg, nach 1568 Umwandlung in ein evangelisches Damenstift)
- 1001 Michaeliskloster Hildesheim (Benediktiner, Gründer: Bischof Bernward, Niedersachsen, seit 1542 evangelisches Kloster (Krypta der Klosterkirche katholisch), 1803 Säkularisation)
- 1002 Kloster Engelthal (Bonn) (Augustinerinnen, Gründerin: Geckela mit Erlaubnis von Papst Johannes (legendenhaft; Erwähnungen des Klosters gesichert seit 1324), seit 1417 Windesheimer Kongregation, 1802 aufgehoben)
- 1011 Kloster Rinchnach (Benediktiner, Bayern, Stifter: Gunter von Schwarzburg, 1803 säkularisiert)
- vor 1012 Kloster Sankt Ulrich und Afra (Augsburg), ab 1643/1644 Benediktiner-Reichsabtei, 1802 säkularisiert
- 1015 Abdinghofkloster (Benediktiner, 1803 säkularisiert)
- 1017 (Baubeginn) Kloster Kaufungen (Benediktinerinnen, Gründerin: Kaiserin Kunigunde, ab 12. Jahrhundert zeitweise Stift, dann wieder Benediktinerinnen, 1527 aufgehoben)
- um 1020 Kloster Traunkirchen (Benediktinerinnen, Österreich, Gründer: Graf Wilhelm von Raschenberg-Reichenhall, 1571 aufgelöst)
- vor 1021 Kloster Weihenstephan (Benediktiner, hervorgegangen aus einem Kanonikerstift des 9. Jh., 1802 säkularisiert)
- 1027 Kloster Muri, Kanton Aargau/Schweiz. Benediktinerkloster. Gründerpaar: Graf Radbot von Habsburg zusammen mit seiner Gattin, Gräfin Ita von Lothringen. 1841 zwangsweise durch die  Regierung des Kantons Aargau aufgehoben. Das Kloster existiert seit 1845 als Abtei Muri-Gries in Bozen (Südtirol) weiter.
- 1030 Kloster Geisenfeld (Benediktinerinnen, Bayern, Gründer: Graf Eberhard von Ebersberg, 1803 säkularisiert)
- wohl 1032 Kloster Sázava (Benediktiner, Böhmen, Gründer: Fürst Oldrich, 1785 aufgehoben)
- 1035 (Ersterwähnung) Cyriacuskloster Naumburg (Benediktiner, 1561 aufgehoben)
- 1042 Kloster St. Mauritii (Benediktiner, Gründer: Bischof Bruno, 1435 verlegt zur Pfarrkirche St. Simeonis, 1810 aufgehoben)
- 1045 Kloster Theres (Benediktiner, Bayern, Gründer: Bischof Suidger von Bamberg, 1802 säkularisiert)
- 1046 Kloster Lambach (Benediktiner, Oberösterreich, Gründer: Graf Arnold II. von Wels-Lambach)
- 1049 Kloster Allerheiligen, Schaffhausen/Schweiz (Benediktiner, Gründer: gestiftet von Eberhard VI. von Nellenburg, 1529 säkularisiert)
- Kurz vor der Mitte des 11. Jh. Kloster St. Michael Ballinskelligs (gegründet von Mönchen von Skellig Michael, wurde um 1210 ein augustinisches Priorat, 1585 säkularisiert)
- Mitte des 11. Jh. Kloster St. Georg von Mangana (griechisch-orthodox, Gründer: Kaiser Konstantin IX. Monomachos, 1453 zerstört)
- 1051 Kiewer Höhlenkloster (russisch-orthodox, Gründer: Einsiedler Antonij; durch Kommunisten 1926 in Museum umgewandelt, unter dt. Besatzung 1941 die zum Komplex gehörende Uspenski-Kathedrale bzw. Mariä-Entschlafens-Kathedrale gesprengt; seit 1988 Restaurierungen und Neuansiedlung von Mönchen)
- 1056 Abtei Weingarten (Benediktiner, Gründer: Welf IV., 1274 Reichsabtei, 1803 säkularisiert, 1922 wiederbesiedelt durch Benediktiner)
- um 1060 Cyriakusstift Braunschweig (Kollegiatstift, Stifter: Ekbert I. von Meißen, 1542 Umwandlung in ein evangelisches Stift, 1545 aufgehoben)
- 1064 Abtei Michaelsberg, Siegburg (Benediktiner, Gründer: Anno von Köln, 1803 säkularisiert, 1914 wiederbesiedelt, 2011 aufgelöst, Ansiedlung von Unbeschuhten Karmeliten (OCD) in Vorbereitung)
- 1067 Kloster Sankt Peter am Perlach ,1067 durch Schwiger von Schwabegg gegründet; es wurde 1803 säkularisiert.
- 1071 Kloster Banz (Benediktiner, Bayern, Gründer: Gräfin von Schweinfurt=Habsburg-Sulzbach, 1803 säkularisiert)
- 1072 Kloster Grafschaft (Benediktiner, säkularisiert 1804, 1827 von Fürstenberg, seit 1948 Borromäerinnen)
- 1073 Kloster Stoppenberg (Kanonissen, Prämonstratenser Doppelkloster, Prämonstratenserinnen, Gründerin: Äbtissin Svanhild von Essen, im 15. Jh. Umwandlung in ein freiweltliches Damenstift, 1803 säkularisiert, seit 1961/65 Unbeschuhte Karmelitinnen)
- 1074 Stift Admont (Benediktiner, Steiermark, Gründer: Erzbischof Gebhard von Salzburg, ältestes bestehendes Kloster der Steiermark, 900 Jahre durchgehender Bestand als Benediktinerabtei)
- 1074 Kloster Hohenwart (Benediktinerinnen, Bayern, Gründer: Graf Ortolf und Wiltrudis, 1803 säkularisiert)
- um 1075 Kloster St. Peter (Regensburg) (Benediktiner, Bayern, Gründer: Marianus Scottus, 1552 abgebrannt)
- 1078 Kloster Comburg (Benediktiner, Deutschland, Gründer: Grafen von Comburg-Rothenburg, 1488 Chorherrenstift, 1802 säkularisiert)
- 1083 Kloster St. Alban (Basel) (Benediktiner, Cluniazenserpriorat, Gründer Burkhard von Fenis, aufgehoben 1529)
- 1083 Stift Göttweig (Benediktiner, Niederösterreich, Gründer: Bischof Altmann von Passau)
- 1084 Stift Reichersberg (Augustiner-Chorherren, Österreich, Gründer: Wernher von Reichersberg, zunächst bayrisch, 1779 österreichisch, nicht säkularisiert)
- 1089 Stift Melk (Benediktiner, Niederösterreich, Gründer: Markgraf Leopold II. von Österreich)
- 1091 Kloster Asbach (Benediktiner, Bayern, Gründer: Christina, Witwe des Grafen Gerold von Frauenstein und Ering, 1803 aufgelöst)
- 1093 Kloster Bursfelde (Benediktiner, Filialgründung des Klosters Corvey, Gründer: Graf Heinrich der Dicke von Northeim, seit 1542/1601 evangelisches Kloster, seit 1828 wird jeweils ein Professor der Theologischen Fakultät der Universität Göttingen zum evangelischen Abt bestellt)
- 1093 Kloster Laach (Benediktiner, Stifter: Pfalzgraf Heinrich II. von Laach und Adelheid von Orlamünde-Weimar, 1802 säkularisiert, 1863 Collegium Maximum der Jesuiten (Umbenennung in Maria Laach), 1892 wiederbesiedelt durch Benediktiner)
- 1095 Kloster Alpirsbach (Benediktiner, Baden-Württemberg, Gründer: Graf Adalbert von Zollern, Alwik von Sulz und Ruodman von Hausen, 1535 infolge der Reformation aufgelöst)
- um 1098 Kloster Kastl (Benediktiner, Bayern, Gründer: Grafen von Sulzbach, Grafen von Kastl, Luitgard von Zähringen, ältestes Benediktinerkloster im damaligen bayerischen Nordgau)
- 1098 Kloster Cîteaux (Stammkloster der Zisterzienser, Gründer: Robert von Molesme, 1789/91 enteignet, 1898 von Trappisten wiederbesiedelt)

siehe: Kategorie:Kloster (11. Jahrhundert)

### 12. Jahrhundert
- 1101/1102 Klosterstift Berchtesgaden (Augustiner-Chorherren, Bayern, Gründer: Berengar I. von Sulzbach, 1803 säkularisiert)
- 1102 Kloster Triefenstein (Augustiner-Chorherren, Bayern, Gründer: Dekan Gerung, 1803 säkularisiert)
- 1107 Kloster Mallersdorf (Benediktiner, Bayern, Gründer: Heinrich von Kirchberg, 1803 säkularisiert, seit 1869: Mallersdorfer Franziskanerinnen)
- 1107/1109 Kloster Baumburg (Augustiner-Chorherren, Bayern, Gründer: Berengar I. von Sulzbach, 1803 säkularisiert)
- 1108 Stift Klosterneuburg (Augustiner-Chorherren, Niederösterreich, Gründer Markgraf Leopold III. der Heilige)
- 1112 Stift Herzogenburg (Augustiner-Chorherren, Österreich, Gründer: Ulrich I. von Passau, nicht säkularisiert)
- 1112 Stift Seitenstetten (Benediktiner, Österreich, Gründer: Udiskalk von Stille und Heft, nicht aufgehoben)
- 1115 Kloster Morimond ((Zisterzienser, Filialgründung von Cîteaux, Gründer: Stephan Harding, Mutterkloster vieler deutscher Zisterzienserklöster, 1791 aufgehoben)
- 1115 Kloster Clairvaux (Zisterzienser, Gründer: Bernhard von Clairvaux, 1791 aufgehoben)
- 1116 Stift Backnang (Augustiner-Chorherren, Baden-Württemberg, Gründer: Hermann I., Markgraf von Verona; 1535 aufgehoben, kurzzeitig wiederbesiedelt, 1593 ausgestorben)
- 1116/1131/1136 Kloster Eberbach (Vorläufer: Augustiner-Chorherren, Benediktiner, 1136: Zisterzienser als Filialgründung von Clairvaux, Deutschland, Gründer: Erzbischof Adalbert I. von Saarbrücken, Bernhard von Clairvaux, 1803 aufgelöst)
- 1117 Kloster Rommersdorf (Benediktiner, dann Prämonstratenser, Gründer: Reimbold von Rommersdorf/Isenburg, 1803 Säkularisation)
- 1118 Abtei Fontenay (Zisterzienser, Filialgründung von Clairvaux, Gründer: Bernhard von Clairvaux, 1789/91 aufgelöst)
- wohl 1117 / 1131 Kloster St. Maria Riechenberg, heute Gethsemanekloster Riechenberg (Benediktiner, 1131 Augustiner-Chorherren, 1569 Reformation, 1643 Wiederbesiedelung, 1803 säkularisiert, seit 1990 evangelische Kommunität Gethsemanebruderschaft)
- 1119 Kloster Scheyern (Benediktiner, Bayern, Gründer, Grafen von Scheyern, 1803 säkularisiert, 1838 wiedererrichtet)
- 1119 Kloster Michelfeld (Benediktiner, Gründer: Bischof Otto von Bamberg) 1802 säkularisiert, 1885 durch Regens Johann Ev. Wagner als Pflegeanstalt für taubstumme Frauen und Mädchen wieder errichtet. Bis heute eine Einrichtung für Menschen mit geistiger Behinderung und psychischer Erkrankung der Regens Wagner Stiftungen
- 1120 Abtei Prémontré (Prämonstratenser-Chorherren, Département Aisne, Frankreich, Gründer: Norbert von Xanten, Mutterkloster des Ordens der Prämonstratenser-Chorherren, 1790 aufgehoben und teilweise zerstört, jetzt psychiatrisches Krankenhaus)
- 1121 Kloster Bernried (Augustiner-Chorherren, Bayern, Gründer: Graf Otto von Valley und Adelheid; 1803: säkularisiert, seit 1949: Benediktinerinnen)
- 1121 Kloster Ensdorf (Benediktiner, Bayern, Gründer: Pfalzgraf Otto von Wittelsbach, 1556 aufgehoben, 1669 wiedererrichtet, 1802 säkularisiert, seit 1920: Salesianer)
- 1121 Kloster Beuerberg (Augustiner-Chorherren, Bayern, Gründer: Graf Otto von Eurasburg, 1803 säkularisiert, 1835: Salesianerinnen)
- 1122 Kloster Echenbrunn (Benediktiner, Bayern, Gründer: Gumbert von Flochberg, 1556: aufgelöst)
- 1122 Kloster Au (Augustiner-Chorherren, vorher schon seit um 780 Mönchszelle, Bayern, Gründer: Konrad I. von Salzburg, 1803 säkularisiert, 1853 Franziskanerinnen aus Dillingen)
- 1123 Kloster Kamp (Zisterzienser, Deutschland, Filiation von Morimond, Gründer: Arnulf, Bruder des Erzbischofs von Köln Friedrich I., 1803 säkularisiert, 1954 Einzug der Karmeliter, 2002 wieder aufgelöst)
- 1123 Kloster Aldersbach (Augustiner-Chorherren, ab 1146: Zisterzienser, Bayer Gründer: Bischof Otto I. von Bamberg, 1803 säkularisiert)
- 1124 Kloster Sponheim (Benediktiner, Stifter: Graf Meginhard von Sponheim und seine Ehefrau Mechthild von der Mörsburg, 1483–1506 Abt Johannes Trithemius, 1565 säkularisiert)
- 1125 Kloster Höglwörth (Augustiner-Chorherren, Bayern, Gründer: Erzbischof Konrad I. von Salzburg, 1817 selbst aufgehoben)
- 1126 Kloster Roggenburg (Prämonstratenser-Chorherren, Bayern, Gründer: Graf Bertold von Bibereck, 1802 säkularisiert, 1986 wiederbesiedelt, Priorat von Kloster Windberg)
- 1127 Kloster St. Martin (Augustiner-Chorherren, 1523/25 im Zuge der Reformation aufgehoben)
- 1129 Kloster Amelungsborn (Zisterzienser)
- 1129 Kloster Plankstetten (Benediktiner, Bayern, Gründer: Graf Ernst IV. von Hirschberg und Brüder, 1803: säkularisiert, 1904 wiederbesiedelt, 1917 eigenständige Abtei)
- 1129 Kloster Rein (Zisterzienser, Steiermark, Gründer: Leopold I. der Starke, ältestes durchgehendes Zisterzienserkloster der Welt)
- 1130 Kloster Knechtsteden (Prämonstratenser, 1803 Säkularisation, seit 1895 Spiritaner)
- 1130 Kloster Steinfeld (Prämonstratenser, 1802 Säkularisation, seit 1923 Salvatorianer)
- 1131 Kloster Volkenroda (Zisterzienser, Thüringen, Filialgründung des Klosters Kamp, 1525 zerstört, 1540 aufgehoben, die Klosterkirche bis 1968 (baufällig) evangelisch, 1994 Neugründung einer evangelischen Kommunität durch die Jesus-Bruderschaft Gnadenthal)
- 1132 Kloster Biburg (Benediktiner, Bayern, Gründer: Konrad und Arbo von Sittling-Biburg, 1555 säkularisiert, 1589: Jesuiten, 1781: Malteser, 1808: säkularisiert)
- 1132  Stift Fredelsloh (Augustiner-Chorherren, Gründer: Erzbischof Adalbert II. von Mainz; seit Ende 12. Jh. Doppelkonvent), 1542 evangelisch, nach dem Dreißigjährigen Krieg Erlöschen d. Konventes) Kr. Northeim / Südniedersachsen
- 1132 Kloster Rievaulx (Zisterzienser, Filialgründung von Clairvaux, Gründer: Bernhard von Clairvaux, 1538 aufgelöst)
- 1133 Kloster Altenberg (Zisterzienser, Deutschland, Filiation von Morimond, 1803 säkularisiert)
- 1133 Stift Heiligenkreuz (Zisterzienser, Niederösterreich, Gründer: Leopold III. der Heilige, seit Gründung ununterbrochen besiedelt)
- 1133 Kloster Rohr (Augustiner-Chorherren, Bayern, Gründer: Adalbert von Rohr, 1803 säkularisiert)
- 1133 Kloster Waldsassen (Zisterzienser, Oberpfalz, Filialgründung des Klosters Volkenroda, Stifter: Markgraf Diepold III., 1147 reichsunmittelbar, 1556 Auflösung, 1661/69 Neugründung, 1803 Säkularisation, 1863 Neugründung durch Zisterzienserinnen)
- 1134 Kloster Wechterswinkel (Zisterzienserinnen, Bayern, Gründer: Bischof Embricho von Würzburg und König Konrad III., 1592 aufgehoben)
- 1134 Kloster Himmerod (Zisterzienser, Filialgründung von Clairvaux, Gründer: Bernhard von Clairvaux, 1803 aufgelöst, 1922 wiederbesiedelt)
- 1135 Kloster Georgenberg (Prämonstratenser, Bayern, Gründer: Agnes von Bottendorf und Adelheid von Horburg, 1540 säkularisiert)
- nach 1135, Kloster Sankt Georg Augsburg, Augustiner-Chorherren, durch Bischof Embricho von Augsburg gegründet.
- 1136 Abtei Hamborn (Prämonstratenser, 1806 aufgehoben, 1959 wieder besiedelt)
- 1136 Stift Klein-Mariazell (Benediktiner, Niederösterreich, Gründer: Leopold III. der Heilige, 1782 aufgehoben, seit 2005 Wiederbesiedelung durch die Brüder Samariter der Flamme der Liebe des Unbefleckten Herzens Mariens (FLUHM))
- 1138 Mariental (bei Helmstedt) (Zisterzienser, Deutschland, Gründer: Pfalzgraf Friedrich II. von Sommereschenburg, ab 1143 von Mönchen aus Altenberg bei Köln unter Abt Bodo besiedelt, 1569 aufgehoben)
- 1139 Kloster Münchaurach (Benediktiner, Stifter: Goswin von Höchstadt, Pfalzgraf Hermann von Stahleck, 1528 aufgehoben, evangelische Kirche)
- 1140 Kloster Hardehausen (Zisterzienser, Deutschland, Gründer: Bischof Bernhard I. von Paderborn, Filialgründung von Kloster Kamp, 1803 säkularisiert)
- 1140 Abtei Seckau (Augustiner-Chorherren, Steiermark, Gründer: Adalram von Waldeck, 1782 aufgelöst, 1883 Wiederbesiedelung durch Benediktiner, 1940 Enteignung und Vertreibung durch die Nationalsozialisten, 1945 Rückkehr und Wiederaufbau)
- um 1140 Kloster Strahov (Prämonstratenser-Chorherren, Tschechische Republik, Gründer: Heinrich Zdik, Herzog Vladislav II. und Gertrud von Babenberg, aktiv)
- um 1140 Augustiner-Chorfrauenstift St. Peter in Kreuznach (Augustiner-Chorfrauen, Gründer: Rheingraf Wolfram I. (III.) vom Stein, 1566/68 aufgehoben)
- um 1140 Kloster Haina (Benediktiner, ab etwa 1150 Gründungsversuche durch Zisterzienser aus Kamp, 1188 geglückte Filialgründung von Altenberg bei Köln, 1533 im Zuge der Reformation durch Landgraf Philipp I. aufgelöst)
- 1142 Kloster Neustift (Augustiner-Chorherren, Südtirol, Gründer: Hartmann von Brixen, 1807 säkularisiert, 1816 wiedererrichtet)
- 1142 Mellifont Abbey (Zisterzienser, Filialgründung von Clairvaux, 1539 aufgehoben)
- 1143 Kloster Łekno (Zisterzienser, Großpolen, Filialgründung von Altenberg bei Köln, 1396 nach Wągrowiec verlegt, 1835 aufgelöst)
- 1144 Kloster Doksany/Doxan (Prämonstratenser-Chorfrauen, Tschechische Republik, Gründer: Fürstin Gertruda und Fürst Wladislav II., 1782 aufgelöst, 1998 wiederbesiedelt)
- 1145 Augustinerinnenkloster Fritzlar (gegründet von Propst Bruno von Kloster Weißenstein als Armenhospital, 1538 aufgelöst)
- 1145 Kloster Riddagshausen (Zisterzienser, Deutschland, Gründer: ?, 1568 [?] säkularisiert)
- 1145 Kloster Weißenau (Prämonstratenser, Deutschland, Gründer: ?, 1802 säkularisiert)
- 1145 Kloster Weihenberg (Augustiner-Chorfrauen, Bayern, Gründer: Wilhelm und Arnold von Biberbach, 1448: aufgehoben)
- 1145 Kloster Raitenhaslach (Zisterzienser, Bayern, Gründer: Graf Wolfher von Tegernbach und Hemma)
- 1146 Kloster Schönthal (Schweiz) (Benediktiner, Schweiz, Stifter: Graf Adalbero von Frohburg, 1541 säkularisiert)
- 1143? (1175?) Kloster Ląd/Lond (Zisterzienser, Großpolen, Filialgründung von Altenberg bei Köln, 1819 aufgehoben, 1850 bis 1864 Kapuziner, seit 1921 Salesianer Don Boscos)
- 1147 Kloster Maulbronn (Zisterzienser, Stifter: Bischof Gunther von Speyer u. Walther von Lomersheim, besteht seit 1556 bis heute als evangelische Klosterschule weiter)
- 1150 Abtei Marienberg (Benediktiner, Südtirol, Gründer: Herren von Tarasp, 1807 säkularisiert, 1816 wiedererrichtet)
- 1150 Kartause Ittingen (Augustiner, seit 1461/1471 Kartäuser, Schweiz, Gründer: Herren von Ittingen, 1524 zerstört, ab 1533 Wiederaufbau, 1848 aufgehoben)
- um 1150 Kloster Marienau (lat. Augia sanctae Marie, Zisterzienserinnen, bei Breisach am Rhein, Gründer: Markgrafen von Baden-Hachberg und/oder Grafen von Freiburg, 1525 durch seinen bestellten Schutzvogt, die Stadt Breisach zerstört)
- um 1150 Kloster Wennigsen (Augustiner-Chorfrauen, 1224 erstmals urkundlich erwähnt, nach 1542 Umwandlung in ein evangelisches Damenstift)
- zwischen 1147 und 1151 Kloster Rupertsberg (Benediktinerinnen, gegründet am Ort einer ehemaligen Einsiedlerklause des Rupert, Gründerin: Hildegard von Bingen, Stifter: Hermann von Stahleck, 1632 durch schwedische Truppen zerstört)
- 1153 Stift Geras (Prämonstratenser-Chorherren, Geras, Niederösterreich, Österreich, Gründer: Ekbert und Ulrich von Pernegg, besteht ununterbrochen bis heute)
- 1153 Stift Pernegg (Prämonstratenser-Chorfrauen, ab 1585 Chorherren, Pernegg, Niederösterreich, Österreich, Gründer: Ekbert und Ulrich von Pernegg, erst Chorfrauen, ab 1585 Chorherren, 1783 aufgehoben, gehört jetzt zum Stift Geras)
- 1153 Kloster Stolpe (Benediktiner, ab 1305 Zisterzienser; 1535 säkularisiert)
- 1155 Schottenstift (Benediktiner, Wien, Gründer: Herzog Heinrich II. (Jasomirgott))
- 1157 Kloster Balamand (Zisterzienser, 1289 aufgegeben, 1603 von griechisch-orthodoxen Mönchen neu besiedelt)
- 1158 Kloster Bildhausen (Zisterzienser, Bayern, Gründer: Pfalzgraf Heinrich von Stahleck, 1803 säkularisiert, 1897: St.-Josephs-Schwestern aus Ursberg)
- um 1162/1175 Kloster Altzella/Altzelle/Zella (Zisterzienser, Deutschland, Gründer: Markgraf Otto von Meißen, ?)
- 1162 Kloster Reifenstein (Zisterzienser, Thüringen, Filialgründung des Klosters Volkenroda, Stifter: Graf Ernst von Tonna-Gleichen, 1525 zerstört, 1585 wiederaufgebaut, 1803 aufgehoben)
- 1163 Stift Vorau (Augustiner-Chorherren, Österreich, Gründer: Markgraf Ottokar III. von Traungau)
- 1163 Kloster Loccum (Zisterzienser, Filialgründung des Klosters Volkenroda, Stifter: Graf Wulbrand von Hallermund, seit 1601 evangelisches Kloster der Hannoverschen Landeskirche)
- 1165 Kloster Dobrilugk (Zisterzienser, Niederlausitz (früher Böhmen), Filialgründung des Klosters Volkenroda, Stifter: vermutlich Markgraf Dietrich von Landsberg, 1541 säkularisiert, Klosterkirche seit 1676 evangelisch)
- 1165 Kloster Klaarkamp (Zisterzienser, Filialgründung von Clairvaux, 1580 aufgelöst)
- um 1170 Stift Wedinghausen (Prämonstratenser, Graf Heinrich I. von Arnsberg, 1803 säkularisiert)
- 1170 Kloster Bredelar (Prämonstratenser, 1196 Zisterzienser, 1803 aufgehoben)
- um 1170 Kloster Beselich (Prämonstratenser-Chorfrauen, Gründer: Gottfried von Beselich, 1568 aufgelöst)
- 1170/1171 Kloster Zinna (Zisterzienser, gegründet durch den Erzbischof von Magdeburg Wichmann von Seeburg, Filialgründung von Altenberg bei Köln, 1553 infolge der Reformation aufgelöst)
- 1171/1186 Abtei Doberan (Zisterzienser; erste Gründung in Althof durch Pribislaw von Mecklenburg 1179 zerstört[1]; erneuert 1186 gemeinschaftlich durch Nikolaus von Rostock und Heinrich Borwin von Mecklenburg; 1552 im Zuge der lutherischen Reformation aufgehoben; das Münster ist seitdem Lutherische Pfarrkirche)
- 1172 Kloster Lüne (Benediktinerinnen, 1711 Umwandlung in ein evangelisches Damenstift)
- 1174 Kloster Arnsburg (Zisterzienser, 1803 aufgehoben)
- 1174 Kloster Oelinghausen (Prämonstratenserinnen, Gründer: , 1618 freiweltliches Damenstift, 1804 aufgehoben)
- 1175 Kloster Leubus (Zisterzienser, 1810 säkularisiert)
- vor 1177 Kloster Glindfeld (Augustinerinnen, gegründet in Küstelberg, 1297 nach Glindfeld verlegt, 1499 in Kreuzherrenstift umgewandelt, 1804 aufgehoben)
- 1177 Kloster Cismar (Benediktiner, Deutschland, Gründer: Bischof Heinrich Braunschweiger, 1569 säkularisiert)
- zwischen 1164 und 1179 Kloster Altenberg (Prämonstratenserinnen, Gründer: Gottfried von Beselich, 1803 säkularisiert, Besitz der Fürsten zu Solms-Braunfels, seit 1955 Königsberger Diakonissen-Mutterhaus der Barmherzigkeit auf Altenberg)
- zwischen 1177 und 1244 Kloster Höchst (Augustinerinnen, ab 1503 Benediktinerinnen) 1567 aufgelöst
- 1180 Kloster Lehnin (Zisterzienser, Deutschland, Gründer:?, 1542 säkularisiert)
- 1185 Kloster Marienfeld (Harsewinkel) (Zisterzienser, Deutschland, Gründer: Widukind von Rheda, 1803 säkularisiert, 2004 Neugründung einer Mönchsgemeinschaft durch einen Benediktinermönch)
- 1189 Kloster Dorstadt, Augustinerinnen, 1568–1643 lutherisches Damenstift, 1803 säkularisiert
- 1192/1196 Kloster Allerheiligen (Schwarzwald) (Prämonstratenser, Deutschland, Gründer: Herzogin Uta von Schauenburg, 1802 aufgehoben)
- vor 1193 Kloster Barsinghausen (Doppelkloster Augustiner und Augustinerinnen, 1543 Umwandlung in ein evangelisches Damenstift, seit 1954 evangelische Kommunität Diakonische Schwesternschaft Wolmirstedt)
- 1193 Kloster Rumbeck (Prämonstratenserinnen, 1804 aufgehoben)
- um 1193 Antoniterkloster Grünberg (in Grünberg, Hessen) (Antoniter, Gründer: ?, 1528 aufgehoben, Schloss Grünberg)
- 1195 Kloster Osek/Ossegg (Zisterzienser, Tschechische Republik, Gründer: ?, ?)
- 1196 Kloster Marienwerder (Augustiner-Chorherren, ab 1216 Augustinerinnen, Stifter: Graf Konrad I. von Roden, 1542 wurde das Kloster evangelisch, 1620 Neugründung als evangelisches Damenstift)
- vor 1197 Kloster St. Mauritius Ebstorf (Prämonstratenser, Stifter: Volrad von Bodwede, Graf von Dannenberg, 1529/65 Umwandlung in ein evangelisches Damenstift)
- Ende des 12. Jh. Sankt-Marien-Kloster Verchen (Benediktinerinnen, Stifter: Luitizen Heinrich und Borts (Boris), Söhne des Rannus (Ramno), ursprünglich auf dem Klosterberg bei Altentreptow, nach Klatzow verlegt, seit 1245/1260 in Verchen, 1581 erloschen, seit 2004 wiederbesiedelt von der Communität Christusbruderschaft Selbitz)

siehe: Kategorie:Kloster (12. Jahrhundert)

### 13. Jahrhundert
- 12./13. Jh. Beginen- und Begardenhöfe Köln (um 1240 lebten in Köln über 2000 Beginen in über 50 Höfen)
- um 1200 Kloster Cella (Benediktiner, Niedersachsen, Gründung: ausgehend vom Stift Simonis und Judae in Goslar, 1431 aufgelöst, zerstört)
- um 1200 Kloster St. Katharinen (Linzer Höhe) (Zisterzienserinnen, Stifter: Gerhard von Rennenberg, 1803 säkularisiert)
- 1202 Stift Lilienfeld (Zisterzienser, Niederösterreich, Gründer: Herzog Leopold VI., 1789 Auflösung 1790 Wiederbesiedelung)
- 1202 Abtei Sayn (Prämonstratenser, Rheinland-Pfalz, Gründer: Graf Heinrich II. und seine Brüder Bruno, Eberhard II. und Gerlach von Sayn, 1803 Auflösung durch Säkularisation, 2007 Wiederbesiedelung durch Prämonstratenser-Tertiaren)
- 1203 Kloster Escherde (Benediktinerinnen, Stifter: Lippold von Escherde, vor 1236 nach Bovingehusen verlegt, 1810 säkularisiert)
- 1203/08 Kloster Bischoperode (Zisterzienserinnen, später Benediktinerinnen, gegründet in Bischoperode bei Stadthagen, 1225 nach Rinteln verlegt, 1621 der neu gegründeten Universität übergeben)
- 1206 Kloster Rüti (Prämonstratenser, Schweiz, Stifter: Luitold IV. von Regensberg, Aufhebung 1525 während der Reformation)
- 1212 Kloster Wald (Zisterzienserinnen, Stifter: Burkard von Weckenstein)
- 1214 Kloster Memmingen (Antoniter, Gründer: ?)
- 1215 Kloster Mariensee (Zisterzienserinnen, Stifter: Graf Bernhard von Wölpe, 1584 Umwandlung in ein evangelisches Damenstift)
- 1218 Kloster Schmerlenbach (Benediktinerinnen, Gründer: Propst und Archidiakon Gottfried von Kugelnberg, 1803 säkularisiert)
- um 1220 Kloster Elsey (Doppelkloster von Prämonstratensern und Prämonstratenserinnen, Westfalen, Stifter: Friedrich von Isenberg, seit der Reformation freiweltliches Damenstift, 1802/1810 aufgehoben)
- 1221 Franziskanerkloster Augsburg (Franziskaner, Gründer: Siegfried von Rechberg, Bischof von Augsburg, 1807 aufgelöst)
- 1221 Franziskanerkloster Würzburg, seit 1221 bestehend (seit 1839 Minoriten)
- 1221 Franziskanerkloster Regensburg (1799 säkularisiert)
- 1222 Kloster Tempzin (1550 säkularisiert, 1552 Aufhebung der Präzeptorei)
- 1222 Franziskaner in Köln (Minoritenkloster Köln, ab 1517 Minoriten, 1802 aufgelöst, später wiederholte Niederlassungen)
- 1222 Kloster Rottenmünster/Rottweil (Zisterzienserinnen, ab 1237 Reichsabtei, 1802 Besitznahme durch Württemberg und Säkularisierung, heute Vinzenz von Paul Hospital)
- 1223 Franziskanerkloster Lindau (Franziskaner, Gründer: Äbtissin Offemia von Pflegelberg, 1528 säkularisiert)
- 1223 Franziskanerkloster Bamberg (Franziskaner, Gründer: vermutlich Marcus von Mailand, 1806 säkularisiert)
- 1223 Franziskanerkloster Goslar (Franziskaner, 1530 aufgelöst)
- 1225 Katharinenkloster (Lübeck) (Franziskaner, 1531 aufgelöst, Weiternutzung als Schule, Bibliothek und Museum)
- um 1225 Franziskanerkloster Magdeburg (1542 aufgelöst)
- um 1225 Franziskanerkloster Braunschweig (Brüdernkirche, Kloster 1529 aufgelöst)
- 1228 Kloster Marienstern/Güldenstern (Zisterzienserinnen, Gründer: Otto und Bodo von Ihleburg, 1539 säkularisiert)
- 1228 Kloster Medingen (Zisterzienserinnen, Filialgründung des Klosters Wolmirstedt in Medingen/Zellensen, 1555/59 Umwandlung in ein evangelisches Damenstift)
- 1229 Kloster Helfta (Benediktinerinnen bzw. Zisterzienserinnen, gegründet bei Mansfeld, 1258 verlegt nach Helfta, 1542 säkularisiert, seit 1999 Zisterzienserinnen)
- 1230 Kloster Marienborn (Coesfeld) (Zisterzienserinnen, Gründer: Ludolf von Holte, 1805 säkularisiert)
- um 1230 Barfüßerkloster (Frankfurt am Main) (Franziskaner, um 1550 aufgelöst; Vorläuferkirche der Frankfurter Paulskirche)
- um 1230 Steinenkloster (Schweiz, Basel) Frauen Konvent der Dominikanerinnen. Aufgelöst 1555 mit dem Tod der letzten Nonne
- 1231 Kloster Frauenthal (Zisterzienserinnen, Stifter: Freiherr Ulrich von Schnabelburg, 1530 verwaist, 1562 wiederaufgelebt)
- 1231 Kloster Himmelspforten (Zisterzienserinnen, Gründer: Bischof Herman von Lobdeburg, 1804 säkularisiert, 1847: unbeschuhte Karmelitinnen)
- 1231 Kloster Frauenroth (Zisterzienserinnen, Gründer: Graf Otto II. und Beatrix von Botenlauben, 1574: ausgestorben)
- 1231 Kloster Wienhausen (Zisterzienserinnen, Stifterin: Agnes von Landsberg, 1549/87 Umwandlung in ein evangelisches Damenstift)
- 1231 Kloster Seligenthal (Sieg) (Franziskaner, Gründer: Graf Heinrich von Sayn und seine Frau Mechthild von Landsberg, 1803 säkularisiert)
- 1232 Kloster Himmelthal (Zisterzienserinnen, Gründer: Graf Ludwig II. von Rieneck und Adelheid von Henneberg, seit 1595: Jesuiten, 1773 aufgelöst)
- 1232 Kloster Hude (Oldenburg) (Zisterzienser, Filialgründung von Mariental bei Helmstedt, 1536 aufgelöst)
- 1232 Franziskanerkloster Limburg an der Lahn, 1577 infolge der Reformation aufgehoben, 1582 wiedereröffnet, 1813 endgültig aufgelöst, Anfang des 14. Jahrhunderts Bau der heutigen Stadtkirche St. Sebastian
- 1233 Kloster Töss, Winterthur/Schweiz (Dominikaner, Gründer: Hartmann IV. und V. von Kyburg, 1525 säkularisiert)
- 1234 Kloster St. Marienthal (Zisterzienserinnen, Gründer: ?, ?)
- 1234 Kloster Porta Celi bzw. Via Celi bzw. Porta Dei (Duisburg) (Zisterzienserinnen, Gründer: Alexander Casselmann bzw. de Cassele, seit 1582 innerhalb der Stadtmauern, 1806 säkularisiert)
- 1234/85 Kloster Oetenbach in Zürich (Dominikanerinnen, 1525 aufgehoben)
- 1235 Kloster Roßdorf (Bruchköbel) (Antoniter, Gründer: ?, seit 1441 in Höchst am Main (Justinuskirche))
- 1235 Kloster Gnadenthal (Hessen) (Zisterzienserinnen, 1634 aufgegeben, 1969 Neugründung einer evangelischen Kommunität durch die Jesus-Bruderschaft Gnadenthal)
- 1235 Kloster Drolshagen (Zisterzienserinnen, 1803 aufgehoben)
- 1236 Franziskanerkloster Schwerin (1548 aufgelöst, 1554 zerstört)
- 1236 Kloster St. Pauli (Minden) (Dominikaner, 1530 Umwandlung in ein Gymnasium, 1539 aufgelöst)
- 1236 Kloster Wülfinghausen (Augustinerinnen, 1236 aus dem Marienkloster Engerode nach Eldagsen verlegt, 1593 in ein evangelisches Damenstift umgewandelt, seit 1994 Schwestern des evangelischen Ordens Communität Christusbruderschaft aus Selbitz)
- 1237 Kloster Obra (Großpolen) (Zisterzienser, von Kantor Sandivius (Sendziwoj) aus Gnesen gestiftet, Filialgründung von Łekno/Wągrowiec, 1835 aufgelöst)
- 1239 Benediktinerinnenkloster Spandau (gegründet von den Markgrafen Johann I. von Brandenburg und Otto III. dem Frommen, infolge der Reformation im 16. Jahrhundert ausgestorben)
- 1240 Kloster Benninghausen (Zisterzienserinnen, 1803 aufgehoben)
- 1240 Kloster Baindt, (Zisterzienserinnen, Stifter: Konrad von Winterstetten, 1376 reichsunmittelbar, aber der Reichsabtei Salem unterstellt)
- 1243 Kloster Isenhagen (Zisterzienserinnen, ursprünglich in Alt-Isenhagen, 1259 Übersiedlung nach Marienrode, 1327 Klosterneubau in Hankensbüttel, 1345 Klosterneubau, 1540 Umwandlung in ein Evangelisches Damenstift)
- um 1243 Katharinenkloster Rostock (Franziskaner, 1534 aufgehoben, verschiedene Nachnutzungen, 1677 beim Stadtbrand teilweise zerstört)
- 1245 Kloster Mariengarten (Zisterzienserinnen, zu Kloster Beuren, seit 1631 Klostergut)
- 1246 Kloster Himmelpforten (Zisterzienserinnen, 1804 aufgehoben)
- 1246 Kloster Wormeln (Zisterzienserinnen, 1810 aufgehoben)
- vor 1250 Kloster Marienthal (Norden) (Benediktiner, Gründer: ?, um 1555 säkularisiert)
- nach 1248 Karmelitenkloster Augsburg, gegründet durch Hartmann von Dillingen, Bischof von Augsburg. 1631–1649 wurde das Kloster von Jesuiten genutzt.
- 1250 Kloster Schönthal (Wilhelmiten, ab 1263: Augustiner-Eremiten, Gründer: ?, 1802 aufgelöst)
- 1250 Kloster Bedernau (Wilhelmiten, Gründer: Schwigger II. von Mindelheim, 1263: Augustiner-Eremiten, aufgelöst wegen Umzug nach Mindelheim)
- um 1250 Franziskanerkloster Frankfurt (Oder) (Franziskaner, 1539 infolge der Reformation aufgehoben; heute Konzerthalle)
- 1251/52 Franziskanerkloster Wismar (1527/1545 aufgehoben, dann Große Stadtschule Wismar)
- 1252 Kloster Paradiese (heute Soest) (Dominikanerinnen, 1660 Teilumwandlung in evangelisches Damenstift, 1808 Säkularisation des katholischen Klosters)
- 1256 Kloster Selnau in Zürich/Schweiz. (Zisterzienserinnen, 1523/25 im Zuge der Reformation aufgehoben)
- 1258 Kloster Mariensee auf einer Insel (jetzt Halbinsel Parsteinwerder) im Parsteiner See, Uckermark. 1260 Verlegung an den Chorinsee nach Beantragung beim Generalkapitel in Cîteaux, Umbenennung anhand des neuen Ortes erst in „Koryn“, später Kloster Chorin (Zisterzienser)
- 1259 Kloster Wyden in Rapperswil-Jona/Schweiz (Franziskanerinnen, 1521 aufgehoben)
- 1260 Kloster Obermedlingen (Dominikanerinnen, Gründer: Walter von Faimingen, 1803 aufgelöst, seit 1923: Oblaten von der unbefleckten Jungfrau Maria)
- um 1260 Franziskanerkloster Parchim (1552 aufgehoben, 1560 abgerissen)
- 1262 Kloster Sonnefeld (Zisterzienserinnen, Gründer: Heinrich II. von Sonneberg und Kunigunde, vor 1540 säkularisiert)
- 1265/67 Kloster Frauenthal (Böhmen, Zisterzienserinnen, Gründer: Uta von Chovany, 1782 säkularisiert)
- 1266 Kloster Blankenau bei Fulda , (Deutschland, Zisterzienserinnen Gründer: Hermann von Schlitz genannt Blankenwald und seine Gemahlin Agnes. 1579 nach den Reformationswirren eingegangen wegen des fehlenden Nachwuchses.)
- 1266 Kloster Fürstenfeld (Deutschland, Gründer: Ludwig der Strenge)
- 1266 Kloster Mülheim (Deutschorden, 1657 mit der Georgskommende in Münster uniert, 1809 aufgehoben)
- nach 1266 Augustinerkloster Erfurt (Augustinereremiten, 1559 säkularisiert)
- 1268 Kloster Neuzelle (Zisterzienser, Gründer: Markgraf Heinrich der Erlauchte, 1817 aufgehoben)
- 1268 Kloster Engelthal (Zisterzienserinnen, Gründer: ?, 1803 säkularisiert, seit 1962: Benediktinerinnen)
- 1268 Villingen (Franziskaner, ab 1517 Minoriten, 1797 säkularisiert)
- 1273 Kloster Klosterbeuren (Terziarinnen der Franziskaner, Gründer: Ritter von Schönegg, 1803 säkularisiert)
- 1274 Franziskanerkloster Bonn, ab 1517 als Minoriten, 1803 aufgelöst
- 1275 Kloster Ingolstadt (Franziskaner, Gründer: Herzog Ludwig II. der Strenge von Oberbayern, 1802 säkularisiert, 1945–1998 Franziskaner)
- 1276 Kloster Gnadenthal (Tertiarinnen der Franziskaner-Reformaten, Gründer: ?)
- um 1280 Franziskanerkloster Gransee, 1561 säkularisiert, zur Schule umgewandelt, Kirche und Kloster durch Brände weitgehend zerstört, Ostflügel erhalten
- 1281 Schwarz-Kloster Kreuznach (Karmeliter, Gründer: Graf Johann I. von Sponheim-Kreuznach und seine Frau Adelheid von Leiningen-Landeck, 1564 aufgehoben, von 1623 bis 1632 und 1635/36 wiedererrichtet, 1802 endgültig säkularisiert)
- 1282 Kloster Salmannshofen (Terziarinnen der Franziskaner, Gründer: Graf Ludwig von Öttingen, zwischenzeitlich: Benediktinerinnen Holzen, 1753 endgültig säkularisiert)
- 1285/87 Dominikanerkloster Röbel (Dominikaner, 1543 noch erwähnt, spätestens 1558 erloschen, bis 1603 abgerissen)
- 1287 Kloster Stift zum Heiligengrabe (Zisterzienserinnen, Stifter: Markgraf Otto V., 1539/1549 Umwandlung in ein evangelisches Damenstift, 1636–1648 verlassen, wiederbesiedelt, 1740 erneuert, 1945 aufgegeben, 1946 durch Friedenshort-Diakonissen aus Oberschlesien wiederbesiedelt, 1996 Gründung eines neuen Konventes)
- um 1288 Kloster Ballinasmale (Karmeliter, Säkularisierung um 1605, neu gegründet 1715, aufgelöst 1853)
- 1289 Kloster Dürnstein (Klarissinnen, Niederösterreich, Gründer: Leutold I. von Kuenring, aufgelöst)
- 1291 Kloster Windsheim (Augustiner-Eremiten, Gründer: Albrecht von Gailing, 1525: aufgelöst)
- 1291 Kloster Kilmallock (Dominikanerkloster)
- 1293 Schwarzes Kloster (Wismar) (Dominikaner, um 1564 aufgelöst, Gebäude als Waisenhaus und Schule weitergenutzt, teilweise durch Neubauten ersetzt)
- 1297 Kloster Rötz (Augustiner-Eremiten, Gründer: Herzöge Otto III. und Stephan I. von Niederbayern, 1803 säkularisiert)
- 1298 Kloster Egestorf (Augustinerinnen, 1621 der neu gegründeten Universität Rinteln übergeben)
- vor 1300 Kloster Odacker (Augustinerinnen, 1513 Benediktinerinnen, 1804 aufgehoben)

siehe: Kategorie:Kloster (13. Jahrhundert)

### 14. Jahrhundert
- 1321 Kloster Frauenzell (Benediktiner, Gründer: Reimar von Brennberg, 1803 säkularisiert)
- 1328 Chartreuse de Basseville (Kartäuser, Stifter: ?, 1789 aufgehoben)
- 1329 Kloster Ribnitz (Klarissen, 1586 aufgehoben, ab 1599 evangelisches Damenstift, nach 1961 Deutsches Bernsteinmuseum)
- 1330 Kloster Ettal (Benediktiner, Gründer: Kaiser Ludwig der Bayer, 1803 säkularisiert, 1900 wiedergegründet)
- 1338 Certosa di Farneta (Kartäuser, Stifter: ?)
- 1336 Stift Säusenstein (Zisterzienser, Stifter: Eberhard III. von Wallsee, 1789 säkularisiert)
- 1345 Stift St. Johannes der Täufer, Vilshofen an der Donau (Kanoniker, Stifter: Ritter Heinrich Tuschl von Söldenau, 1803 säkularisiert, seit 1803 Kirche Stadtpfarrkirche)
- 1347/72 Emmauskloster (Prag) (Benediktiner, Stifter: Karl IV., 1941 aufgelöst)
- 1355 Kloster St. Katharina Prag (Augustiner-Eremitinnen, Stifter: Karl IV., 1420 zerstört, 1518/22 wieder aufgebaut, 1787 aufgehoben)
- 1363 Augustinerkloster Königsberg (Augustiner-Eremiten, Stifterin: Kunigunde von Sternberg, 1528 aufgelöst, bis auf Mauerrest verfallen)
- 1371 Klause an der Bubenkapelle Kreuznach (Beginen, Stifter: Graf Walram von Sponheim als Fortführung einer älteren Beginen-Klause an der ehemaligen Pfarrkirche St. Kilian (Bad Kreuznach) außerhalb der Stadtmauer, 1485/91 in das leerstehende Augustiner-Chorfrauenstift St. Peter in Kreuznach verlegt).
- 1372 Kloster Pappenheim (Augustiner-Eremiten, Gründer: Graf Heinrich von Pappenheim und Elisabet von Ellerbach, 1545 säkularisiert)
- 1378 Kartause Eisenach (Kartäuser, Stifter: ?, 1525 aufgehoben)
- 1388 Kartause Hildesheim (Kartäuser, Stifter: Bischof Gerhard von Berg, 1777 aufgehoben)
- 1391/92 Kloster Andechs (Benediktiner, Gründer: Herzog Ludwig der Strenge, 1803 säkularisiert, 1846 wiedererrichtet, 1850 zum Benediktinerkloster St. Bonifaz zugeordnet)
- 1391 Kloster Mohrkirch (Antoniter, Gründer: ?)
- 1393 Antoniterkloster Nördlingen (Antoniter, Gründer: ?)
- 1394 Kloster Frenswegen (Augustiner-Chorherren, Gründer: ?, 1544 Niedergang, 1803 säkularisiert)

siehe: Kategorie:Kloster (14. Jahrhundert)

### 15. Jahrhundert
- 1403 Kartause Pleterje (Kartäuser, Stifter: Hermann II. von Cilli)
- vor 1406 Kloster bei der Horbruck (Augsburg), Terziarinnen der Minoriten 1533 aufgelöst.
- 1409 Kloster Langenzenn (Augustiner-Chorherren, Bayern, Gründer: Burggrafen Johann III. und Friedrich IV. von Nürnberg, 1533 säkularisiert)
- 1414 Paulinerkloster Unterranna (Paulinen, Niederösterreich, Gründer: Hans von Neidegg, 1783 Aufhebung)
- 1420 Kloster Ewig (Augustiner-Chorherren, 1803 aufgehoben)
- 1422 Kloster Königshofen an der Heide (Terziarinnen der Franziskaner, 1495 aufgehoben)

um 1430 Kloster Galilaea (Dominikanerinnen, 1811 aufgehoben)
- 1430 Beginenhof Kalkar
- 1434 Antoniterkloster Würzburg (Antoniter, Bayern, Gründer: ?)
- 1441 Antoniterkloster Höchst (Antoniter, Hessen, zuvor seit dem 12. Jh. in Roßdorf angesiedelt, bestand bis zum 18. Januar 1803 (Aufhebung und Enteignung))
- 1444 Kloster Regensburg (Antoniter, Bayern, Gründer: ?)
- 1452 Franziskanerkloster Amberg (Franziskaner-Reformaten, Bayern, Gründer: Johannes Capistran, 1555–1628 säkularisiert, 1802 aufgelöst)
- 1454 Antoniterkloster Bamberg (Antoniter, Bayern, Gründer: ?)
- 1455 Kloster Andechs (Benediktiner, Gründer: Albrecht III., 1803 säkularisiert, 1850 der Abtei St. Bonifaz, München, übergeben)
- 1455 Kloster Sparneck (Karmeliten, Bayern, Gründer: Friedrich von Sparneck, 1562 ausgestorben)
- 1456 Kloster Heilig Kreuz (Mindelheim) (Terziarinnen der Franziskaner-Observanten, Bayern, Gründer: Anna Kautin, Barbara Baderin, Elisabetha Deschlerin, Afra Weylerin, Anna Fingerlin und Anna Schneiderin („6 fromme Jungfrauen“), nicht säkularisiert, besteht bis heute fort)
- 1456 Kloster Nimburg
- 1459 Kloster Birklingen (Augustiner-Chorherren, Bayern, Gründer: Bischof Johannes von Grumbach, 1546 aufgelöst)
- 1462 Kloster Marienberg (Neuss) (Augustinerinnen, Rheinland, Stifterin: Adelheid vom Stade, 1802 aufgehoben)
- vor 1463 Kloster Herrieden (Terziannen des Franziskus, Bayern, Gründer: ?, nach 1470 untergegangen)
- 1472 Franziskanerkloster St. Wolfgang in Kreuznach (Franziskaner, 1802 säkularisiert, 1819 städtisches Gymnasium)
- 1480 Franziskanerkloster Saalfeld (Ostpreußen) (Observanten, 1480–1527)
- 1480 Augustinerinnenkloster Rüthen (1480–1734, danach 1749–1772 Ursulinen)
- 1483 Kloster Nazareth (Augustinerinnen, 1803 aufgehoben)
- 1486 Franziskanerkloster Stadthagen (Franziskaner, nach der Reformation aufgehoben)
- um 1490 Kloster Wolfgang (Serviten, 1525 zerstört)
- 1493 Kartause Mariefred (Kartäuser, Stifter: Jakob Ulfsson, 1526 aufgehoben)
- 1498 Jostbergkloster (Franziskaner, 1507 in die Stadt Bielefeld verlegt)

siehe: Kategorie:Kloster (15. Jahrhundert)

### 16. Jahrhundert
- 1599 Augustinereremitenkloster Sternberg (1527 aufgelöst, Gebäude staatlich weiter genutzt, 1659 abgebrannt und verfallen)
- 1507 St. Jodokus (Bielefeld) (Franziskaner (OFM), 1829 säkularisiert, seitdem Pfarrkirche)
- 1511 Annakirche (Benediktinnenkloster, Aachen), Gründer: Sibylle von Brandenburg. 1794 aufgelöst.
- 1516 Franziskanerkloster Lunden, 1532 aufgehoben, Gebäude 1539 abgerissen
- 1509 Franziskanerkloster Güstrow (um 1554 aufgelöst, dann evangelische Domschule, Gebäude 1622 durch Feuer zerstört)
- 1535 Convento Santa Maria, Bigorio, Kanton Tessin/Schweiz (erstes Kapuzinerkloster der Schweiz)
- 1537 Benediktinerinnenkloster Augsburg (Benediktinerinnen, Bayern)
- 1565 Convento Sorengo, Schweiz (Kapuziner)
- 1571 Kloster Welden (Terziarinnen der Franziskaner-Observanten, Bayern, Gründer: Konrad von Welden, 1782 säkularisiert)
- 1581 Kloster Altdorf, Schweiz (Kapuziner, ältestes Kapuzinerkloster nördlich der Alpen, 2009 aufgehoben)
- 1585 Kloster Schwyz (Kapuziner)
- 1587 Kloster Mariä Lichtmess Appenzell, (Kapuziner)

siehe: Kategorie:Kloster (16. Jahrhundert)

### 17. Jahrhundert
- 1606 Kapuzinerkloster Rosenheim (Kapuziner, Bayern, Gründer: ?, 1803 säkularisiert)
- 1616 Kapuzinerkloster Günzburg (Kapuziner, Bayern, Gründer: Karl von Burgau, 1806 säkularisiert, abgebrochen)
- 1616 Franziskanerkloster Dettelbach (Franziskaner-Observanten, Bayern, Gründer: Bischof Julius Echter von Mespelbrunn, 2017 aufgelöst)
- zwischen 1620 und 1628 St. Maria vom Frieden in Köln (Unbeschuhte Karmelitinnen, Nordrhein-Westfalen, bestehend)
- 1622 Kapuzinerkloster Dinkelsbühl (Kapuziner, Bayern, Gründer: Eva Maria von Lerchenfeld, 1803 säkularisiert, seit 1959 Wallfahrtskirche)
- 1624 Franziskanerkloster Tölz (Franziskaner-Reformaten, Bayern: Gründer: ?, 1802 aufgelöst, 1828 wiedererrichtet, 2007 aufgelöst)
- 1624 Kloster Lechfeld (Franziskaner-Observanten, Bayern, Gründer: Regina Imhof, 1803: Deutscher Orden, 1806 säkularisiert, aber Franziskaner blieben bis 1993)
- 1629 Franziskanerkloster Tauberbischofsheim (Franziskaner, Baden-Württemberg, Gründer: ?, 1823 aufgelöst)
- 1630 Kapuzinerkloster Kitzingen (Kapuziner, Bayern, Gründer: Bischof Philipp Adolf von Ehrenberg, 1828 aufgelöst, dann Krankenhaus, heute Seniorenheim)
- 1642 St. Vitus Vilshofen (Kapuziner, Bayern, Gründer: Fürstbischof Leopold Wilhelm, 1802 säkularisiert)
- 1644 Kloster Schrobenhausen (Franziskaner-Reformaten, Bayern, Gründer: Rat der Stadt Schrobenhausen, 1802 aufgelöst)
- 1649 Kloster Altstadt (Franziskaner-Observanten, Bayern, Gründer: ?, 1926 aufgegeben)
- 1649 Kloster Forchheim (Franziskaner-Observanten, Bayern, Gründer: Gemeinde von Forchheim 1830 aufgelöst, dann: Redemptoristen)
- 1649 Kloster Eggenfelden (Franziskaner-Reformaten, Bayern, Gründer: Bürgerschaft von Eggenfelden und Reformatenprovinz der Franziskaner, 1802 säkularisiert)
- 1652 Kloster Immenstadt (Kapuziner, Bayern, Gründer: Hugo von Königsegg)
- 1653 Kapuzinerkloster Altötting (Franziskaner-Reformaten, Bayern, Gründer: Franz Wilhelm von Wartenberg, Fürstbischof von Regensburg, 1802 säkularisiert, Franziskaner wurden vertrieben, dann den Kapuzinern zugewiesen)
- 1653 Minoritenkloster Brilon (Minoriten, 1804 aufgehoben).
- 1654 Kloster Taxa (Augustiner-Barfüßer, Bayern Gründer: ?, 1802 säkularisiert)
- 1654 Kloster Rüthen (Kapuziner, 1804 aufgehoben)
- 1656 Kloster Volkersberg (Franziskaner-Observanten, Bayern, Gründer: Graf Joachim von Grafenegg, Fürstabt von Fulda, seit 1816: Hospiz)
- 1660 Kloster Dietfurt (Franziskaner-Reformaten, Bayern, Gründer: ?, 1802 säkularisiert, 1827: wiedererrichtet)
- 1665 Kylemore Abbey (ältestes Benediktinerinnenkloster in Irland)
- 1667 Kloster Weißenhorn (Kapuziner, Bayern, Gründer: Graf Johann Albert Fugger, 1806 aufgelöst)
- 1668 Dominikanerinnenkloster Windhaag (Dominikanerinnen, Oberösterreich, Gründer: Joachim Enzmilner, 1782 säkularisiert, im Besitz der Gemeinde)
- 1673 Kloster Schillingsfürst (Franziskaner, Bayern, Gründer: Christian und Ludwig von Hohenlohe, 1822 säkularisiert)
- 1685 Kloster Türkheim (Kapuziner, Bayern, Gründer. Herzog Maximilian Philipp von Bayern, 1972 ausgestorben)
- 1685 Kloster Schwandorf (Kapuziner, Bayern, Gründer: ?, 1802 säkularisiert)
- 1686 Kloster Aufkirchen (Augustinereremiten, Bayern, Gründer: Kurfürst Maximilian II. Emanuel von Bayern, seit 1896: unbeschuhte Karmelitinnen)
- 1690 Kloster Bettbrunn (Augustinereremiten, Bayern, Gründer: Kurfürst Maximilian II. Emanuel von Bayern, säkularisiert)
- 1692 Kloster Erding (Kapuziner, Bayern Gründer: ?, 1802: säkularisiert)
- 1695 Franziskanerkloster Berchtesgaden (Franziskaner-Reformaten, Bayern, Gründer: Joseph Clemens von Bayern, 1810 Aussterbekloster)
- 1696 Stockkämpen bei Halle (Westf.), bis 1849, heute Pfarrkirche

siehe: Kategorie:Kloster (17. Jahrhundert)

### 18. Jahrhundert
- 1702 Kloster Schwarzenberg (Franziskaner, Bayern, Gründer: thüringische Provinz des Ordens, 1866: säkularisiert, dann: Franziskaner-Minoriten)
- 1718 Kloster Wörishofen (Dominikanerinnen, Bayern, Gründer: Dominikanerinnenkloster in Augsburg, 1803 aufgelöst, 1826 wiedererrichtet)
- 1723 Kloster Gößweinstein (Kapuziner, Bayern, Gründer: Graf Lothar Franz von Schönborn, seit 1825: Franziskaner)
- 1726 Kloster Wolnzach (Kapuziner, Bayern, Gründer: ?, 1802 säkularisiert)
- 1731 Kloster Reisach urspr. Kloster Urfahrn (Unbeschuhte Karmeliten, Gründer: kurfürstlich-bayerischer Hofkammerrat Johann Georg Messerer, 1802 aufgelöst, 1836/37 wiedererrichtet)
- 1746 Maria Eich (Augustiner, Gründer: Baron von Ruffin)
- 1748 Kloster Azlburg (Elisabethinerinnen, Bayern, Gründung: Elisabethinerinnen Prag, 1807 säkularisiert, 1829 wiedererrichtet)
- 1761 Kloster Wallerstein (Piaristen, Bayern, Gründer: Graf Philipp Karl von Öttingen-Wallerstein, 1803 säkularisiert, seit 1866: Englische Fräulein)

siehe: Kategorie:Kloster (18. Jahrhundert)

### 19. Jahrhundert
- 1854 Benediktinerinnenkloster Trier-Kürenz (Benediktinerinnen vom Heiligsten Sakrament, Bundesland Rheinland-Pfalz)
- 1864 Kloster Arenberg (Dominikanerinnen, Bundesland Rheinland-Pfalz)
- 1899 Abtei Gerleve, Billerbeck, (Benediktiner, Bundesland Nordrhein-Westfalen)

siehe: Kategorie:Kloster (19. Jahrhundert)

### 20. Jahrhundert
- 1903 Kloster Reisach am Inn, Oberaudorf (Unbeschuhte Karmelitinnen, Bayern, bestehend)
- 1903 Kloster St. Raphael, Aachen (Töchter vom heiligen Kreuz, 2003 aufgehoben)
- 1903 Karmel Heilige Familie, Düren (Unbeschuhte Karmelitinnen, bestehend)
- 1903 Franziskanerkloster in Essen
- 1904 Abtei St. Hildegard, Rüdesheim am Rhein (Benediktinerinnen, bestehend)
- 1904 Alexianerkloster Eschweiler (Kölner Alexianer von 1944, dann wenige Jahre Ursulinenschwestern, 1956 säkularisiert und verpachtet)
- 1904 Abtei Schweiklberg, Vilshofen an der Donau (Benediktiner, Gründer: Pater Prior Cölestin Maier, bestehend)
- 1960 Dormitio-Abtei, Jerusalem (Benediktiner der Erzabtei Beuron, bestehend)
- 1907 Missionshaus St. Rupert, Bischofshofen/Österreich (Steyler Missionare, bestehend)
- 1917 Kloster Strahlfeld (Missionsdominikanerinnen vom hl. Herzen Jesu, Roding in Bayern, Gründerin: Ignatia Hasslinger, Alacoque Moosmann, bestehend)
- 1919 Kloster Allerheiligenberg, Lahnstein (Oblatenpatres, 2012 aufgelöst)
- 1923 Kloster St. Alban, Dießen am Ammersee (Benediktinerinnen, bestehend)
- 1924 Dreifaltigkeitskloster Bad Driburg (Steyler Anbetungsschwestern, Auflösung bis 2018 geplant)
- 1927 Abtei Venio, München (Benediktinerinnen, 2013 zur Abtei erhoben, bestehend)
- 1928 Abtei Königsmünster, Meschede (Benediktiner, bestehend)
- 1932 Abtei St. Maur und Maurice, Clervaux/Luxemburg (Benediktiner, bestehend)
- 1933 Kloster Brandenburg (Dietenheim-Regglisweiler) bei Ulm (Immakulataschwestern vom Seraphischen Apostolat, bestehend)
- 1934 Benediktinerinnen-Abtei St. Gertrud – Kloster Alexanderdorf, Am Mellensee/Brandenburg (Benediktinerinnen, bestehend)
- 1935 Priorat Christ the King, Schuyler (Nebraska)/USA (Missionsbenediktiner, abhängiges Haus von Abtei Münsterschwarzach, bestehend)
- 1941 Kloster Burg Dinklage (Benediktinerinnen, 1941–1945, seit 1949, bestehend)
- 1947 Mutterhaus der Marienschwesternschaft Darmstadt (Evangelische Marienschwesternschaft, Gründerinnen: Klara Schlink und Erika Madauss, bestehend, seit 1967 auch Kanaan-Franziskusbrüder)
- 1949 Communauté de Taizé/Burgund (Ökumenische Gemeinschaft von Taizé, Gründer: Roger Schutz, bestehend)
- 1949 Ordenshaus Selbitz (Communität Christusbruderschaft Selbitz, Gründer: Walter und Hanna Hümmer, bestehend)
- 1950 Charterhouse of the Transfiguration (Kartäuser, Gründer: Thomas Verner Moore)
- 1952 Abtei Maria Frieden, Dahlem/Eifel, seit 2021 Steinfeld/Eifel (Trappistinnen, bestehend)
- 1955 Abtei Maria Heimsuchung, Steinfeld/Eifel, 2019 Umzug nach Bonn-Venusberg (Benediktinerinnen)
- 1955 Stift Steterburg (Redemptoristen, Niederlassung der Ordensregion Köln, Salzgitter-Thiede in Niedersachsen, bestehend)
- 1956 Cella St. Hildegard Seevetal (Evangelische Schwesternschaft Ordo Pacis, bestehend)
- 1957 Ordenshaus Schwanberg (Evangelische Communität Casteller Ring, Gründerinnen: Christel Felizitas Schmid und Maria Scholastika Pfister, bestehend)
- 1962 Priorat St. Benedikt, Damme (Benediktiner, Ende 2016 aufgelöst)
- 1968 Bergkloster Bestwig (Schwestern der hl. Maria Magdalena Postel, bestehend)
- 1978 Edith-Stein-Karmel, Tübingen (Unbeschuhte Karmelitinnen, 2011 aufgehoben)
- 1982 Karmel Regina Martyrum, Berlin-Charlottenburg (Unbeschuhte Karmelitinnen, bestehend)
- 1992 Deutsches Orthodoxes Dreifaltigkeitskloster Buchhagen, Bodenwerder-Buchhagen (orthodoxes Mönchskloster der bulgarisch-orthodoxen Kirche, bestehend)
- 1994 Europakloster Gut Aich, St. Gilgen/Österreich (Benediktiner; 1994 Kirchweihe, 2006 als Priorat kanonisch errichtet, bestehend)

siehe: Kategorie:Kloster (20. Jahrhundert)

### 21. Jahrhundert
- 2002 Birgittenkloster Bremen (Erlöserorden)
- 2004 Kartause Notre Dame de Corée (Kartäuser)
- 2004 Waren/Müritz (Franziskaner)
- 2006 Bonn-Bad Godesberg (Herz-Jesu-Kirche (Bad Godesberg)#Herz-Jesu-Kloster)
- 2009 Köln, Groß St. Martin (Gemeinschaften von Jerusalem)
- 2010 Kartause Annonciation (Kartäuserinnen)
- 2018 Kloster Maria Friedenshort (Zisterzienser)

## Buddhistische Klöster

### 5. Jahrhundert
- Klosteruniversität Nalanda (Mahayana-Buddhismus, Bundesstaat Bihar/Indien, Ende des 12. Jahrhunderts zerstört)
- um 495 Shaolin (Zen-Buddhismus, Provinz Henan/China, Gründer: indischer Mönch Ba Tuo, 1928 zerstört, 1982 wieder aufgebaut)

### 8. Jahrhundert
- 775 Samye-Ling (Nyingma-Schule, Vajrayana-Buddhismus, Gebiet Lhoka/Tibet, Gründer: tantrischer Meister Padmasambhava, Abt Shantarakshita)

### 12. Jahrhundert
- 1179 Kloster Drikung-Thil (Drikung-Kagyü-Schule/Vajrayana-Buddhismus, Tibet, Gründer: Jigten Sumgön Gonpo)

### 15. Jahrhundert
- 1429 Kloster Ngor Evam Chöden, (Ngor-Sakya-Schule/Vajrayana-Buddhismus Tibet, Gründer: Ngorchen Kunga Zangpo)

- Karte mit allen verlinkten Seiten:
- OSM |
- WikiMap

1. ↑  Günter Gloede: Das Doberaner Münster. Hrsg.: Ev. Verlagsanstalt Berlin 1968 ff. 5. Auflage. Ev. Verlagsanstalt, Berlin 1968.